# Hudiviller
Hudiviller is een gemeente in het Franse departement Meurthe-et-Moselle in de regio Grand Est. De plaats maakt deel uit van het arrondissement Lunéville en sinds 22 maart 2015 van het kanton Lunéville-1, toen het kanton Lunéville-Nord, waar Hudiviller daarvoor deel van uitmaakte, werd opgeheven.

## Geografie
De oppervlakte van Hudiviller bedraagt 3,0 km², de bevolkingsdichtheid is 97,7 inwoners per km².
De onderstaande kaart toont de ligging van Hudiviller met de belangrijkste infrastructuur en aangrenzende gemeenten.

## Demografie
De figuur toont het verloop van het inwonertal (bron: INSEE-tellingen).